# Jindeok
Jindeok, född okänt år, död 654, var regerande drottning av Silla i Korea från 647 till 654. Hon var Sillas 28:e monark och dess andra av kvinnligt kön. 
Hon efterträdde sin barnlösa kusin Seondeok. Hennes regeringstid betraktades som framgångsrik. Hon säkrade Sillas försvar mot yttre fiender, etablerade goda relationer med Kina, och lade grunden för enandet av Koreahalvöns tre riken Silla, Baekje och Goguryeo, som ägde rum under hennes efterträdare. 
Hon gifte sig aldrig. Hon efterträddes av en avlägsen släkting. 